# Jiří Lopata
Jiří Lopata (21. prosince 1936 Plzeň – 20. dubna 2021) byl český fotbalový útočník a trenér. S fotbalem začínal v rodné Plzni na Roudné, v roce 1959 přestoupil do druholigového Spartaku Plzeň. Kromě Plzně hrál ještě třetí ligu za Škodu České Budějovice, kde ukončil kariéru. V lize nastoupil v 51 utkáních a dal 27 gólů. Jako trenér odešel v roce 1978 od B-týmu Plzně do RH Cheb a s týmem postoupil do ligy. Jako trenér působil i v Nitře, na Kypru, ve Škodě Plzeň, v Dukle a v Bohemians.

## Prvoligová bilance
| Ročník          | Zápasy | Góly | Minuty | Klub                |
| --------------- | ------ | ---- | ------ | ------------------- |
| I. liga 1961/62 | 25     | 16   | –      | TJ Spartak LZ Plzeň |
| I. liga 1962/63 | 26     | 11   | –      | TJ Spartak LZ Plzeň |
| CELKEM I. LIGA  | 51     | 27   | –      |                     |